# Cryptocentrus leonis
Cryptocentrus leonis е вид лъчеперка от семейство Попчеви (Gobiidae).

## Разпространение
Видът е разпространен в Тайланд.